# Irwin R. Blacker
Irwin R. Blacker, né le 6 octobre 1919 et mort le 23 février 1985 à Sherman Oaks, un quartier de Los Angeles, en Californie, est un historien et un écrivain américain, auteur de roman d'espionnage et de roman historique.

## Biographie
Irwin R. Blacker fait des études à l'Université de l'Ohio et à l'université Case Western Reserve de Cleveland, où il obtient un doctorat en anglais. Il enseigne à l'université Purdue à West Lafayette, puis à celle de Californie du Sud.
En 1960, il publie Échec à Washington (The Kilroy Gambit) dans lequel il crée le personnage de Richard LeGrande, responsable d'un service d’espionnage américain, concurrent de la CIA.
Historien, spécialiste des Conquistadors, il écrit plusieurs livres sur ce sujet, dont Cortés, la conquête aztèque (Cortes and the Aztec Conquest) sur la conquête du Mexique par Hernán Cortés. Il publie également plusieurs livres de référence sur l’écriture cinématographique.

## Œuvre

### SérieRichard LeGrande
- The Kilroy Gambit, 1960
  - Échec à Washington, L'Aventure criminelle no 115, 1961
- Chain of Command, 1965
  - Du rif à l’échelon, Série noire no 1032, 1965
- Search and Destroy, 1966
- To Hell in a Basket, 1967

### Autres ouvrages
- Twenty-eight Stories of Irregular Warfare, 1956
- Westerling, 1961
- Days of Gold, 1961
- The Bold Consquitadores, 1961
- Old West in Fact, 1962
- Cortes and the Aztec Conquest, 1966
  - Cortés, la conquête aztèque, collection Caravelle, Editions RST, 1966
- Standing on a Drum 1977, 1968
- The Middle of the Fire, 1971
- Taos, 1978
- Elements of Screenwriting: A Guide for Film and Television Writing, 1996

## Filmographie
- 1952 – 1957 : 3 épisodes de la série télévisée Lux Video Theatre (en)
- 1958 : 1 épisode de la série télévisée ITV Television Playhouse
- 1962 : Brushfire (en) réalisé par Jack Warner Jr.
- 1962 : 1 épisode de la série télévisée Le Virginien réalisé par Douglas Heyes

## Sources
- Claude Mesplède, Les Années Série noire vol.3 (1966-1972) Encrage « Travaux » no 22, 1994
- Claude Mesplède et Jean-Jacques Schleret, SN Voyage au bout de la Noire, Futuropolis, 1982, p. 35.
- (en) Los Angeles Times.com 24 février 1985
- (en) New York Times.com 25 février 1985